# Киркер, Томас
Томас Киркер (1 января 1760 — 20 февраля 1837, округ Адамс (Огайо)) — американский политик, 2-й губернатор штата Огайо (1807—1808), участник огайского конституционного конвента 1802 года, член сената штата и спикер сената, член Палаты представителей штата и спикер палаты, член демократическо-республиканской партии.

## Биография
Родился в графстве Тирон на о. Ирландия (Северная Ирландия).
В 1779 году вместе с семьёй эмигрировал в Америку. Семья сначала обосновалась в городе Ланкастер (Пенсильвания). В 1793 году переехал Кентукки. Работал на своей ферме.

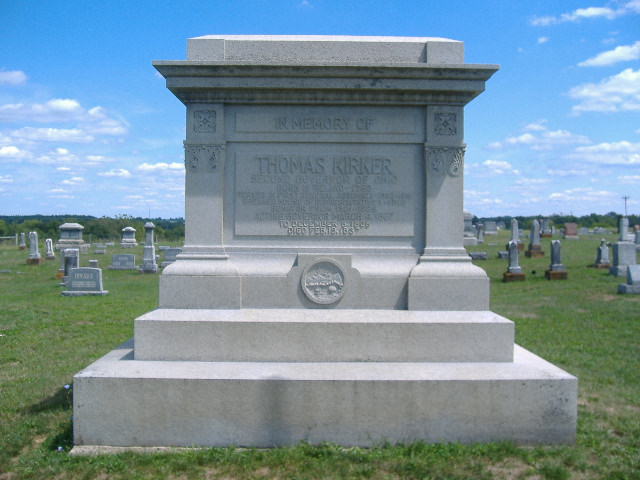
Памятник на могиле Т. Киркера в округе Адамс

Политическую карьеру Т. Киркер начал в 1797 году в качестве местного мирового судьи. В 1802 году был избран делегатом Конституционного конвента штата Огайо. В 1802 году избран в первую Ассамблею Огайо. Уже через год стал членом Сената штата, где находился в 1803—1815. За это время был также спикером Сената штата Огайо (1806—1809).
Когда в марте 1807 года, действующий губернатор Эдвард Тиффин подал в отставку, в связи с избранием в Сенат США, Киркер занял его место.
Стал вторым губернатором штата Огайо (с 4 марта 1807 по 12 декабря 1808). Одной из основных задач на этом посту была для него защита белого населения от нападений индейцев. Для этого губернатор занимался мобилизацией и увеличением ополчения штата.
После поражения на очередных выборах Киркер до 1815 года оставался член Сената штата Огайо. В 1816—1817 вновь был парламентарием, избирался спикером Палаты представителей штата Огайо, а в 1821 — судьёй кассационного суда.
В 1824 году был членом коллегии выборщиков на президентских выборах.
Затем прекратил заниматься политической деятельностью, удалился на свою ферму в округе Адамс, где и умер.
Имел в браке шестеро детей.